# Toc de queda
El toc de queda o confinament nocturn és una mesura, que l'autoritat pren en circumstàncies excepcionals, per la qual es prohibeix a la població civil el trànsit o la permanència al carrer durant unes hores concretes, generalment de nit. També ha rebut la denominació de cobrefoc i, en temps antics, de seny del lladre.

## Variants i origen de l'expressió
L'expressió "toc de queda", calcada del castellà, fa referència, pròpiament, al senyal que serviria per a avisar els ciutadans de l'inici del període en què cal estar-se a casa, i que se solia fer amb un toc específic de campana. Això també comporta que, de vegades, es defineixi com l'hora en què es dona l'avís més que no pas el període de restricció.
El terme "cobrefoc", segons sembla utilitzat antigament, estaria emparentat amb el francès "couvre-feu" del qual també derivarien els equivalents anglès (curfew) i italià (coprifuoco). Encara que discutit, el seu origen estaria en el toc que, en època medieval i per a evitar incendis quan totes les cases eren de fusta, obligava tots els vilatans a apagar qualsevol foc de la llar, fins i tot les espelmes.
Fins al S. XX sí més no s'havia utilitzat l'expressió seny de lladre, o seny del lladre, per a referir-se a la reclusió obligatòria a casa durant les hores nocturnes. Aquí, "seny" té el significat de "senyal", i era el toc de campana que es feia al vespre, just abans de l'hora de sopar, per a alertar la població que, a partir d'aleshores, tothom havia de restar a casa i qualsevol passant que fos vist pel carrer seria considerat com un lladre o un bergant, i en conseqüència seria detingut.
L'associació de "toc de queda" amb la terminologia militar, ha portat a la preferència per expressions com ara restricció de la mobilitat nocturna quan es tractava de mesures dictades, per exemple, per raons sanitàries, ràpidament derivada cap a la més simple confinament nocturn adoptada per mitjans de comunicació i el govern o les administracions mateixes.

## El "toc de queda" a Europa l'any 2020
El toc de queda ha estat utilitzat com a mesura reguladora, durant la pandèmia de COVID-19, a diversos països europeus. El 20 de març del 2020 Niça va imposar el toc de queda a partir de les 20 hores, com ja havia fet Eslovènia una setmana abans, però va ser en el rebrot de la tardor quan la mesura es va generalitzar. El 24 d'octubre del 2020 ja l'havien adoptat Bèlgica, Eslovènia de nou, França en 54 dels 101 departaments, i els governs de la Llombardia i la Campània a Itàlia.
A Espanya el Consell de Ministres va aprovar l'estat d'alarma, en una convocatòria extraordinària el diumenge 15 d'octubre, per donar cobertura al toc de queda que moltes autonomies havien aplicat o volien aplicar, amb la intenció que pogués prorrogar-se 
fins a principis de maig del 2021. D'entrada va fixar uns horaris de restricció de la mobilitat nocturna que els governs autonòmics, actuant com a autoritat delegada, podien ajustar amb variacions d'una hora. El mateix dia 25, el president de la Generalitat Valenciana signava el decret de ratificació del confinament nocturn decretat la vigília per la Conselleria de Sanitat i el Govern de Catalunya decretava el confinament nocturn que entraria en vigor a les 10 d'aquell vespre.